# Pin Oak Acres
Pin Oak Acres – jednostka osadnicza w Stanach Zjednoczonych, w stanie Oklahoma, w hrabstwie Mayes.